# Koppa (kyrilliska)
Koppa (Ҁ ҁ) är en ålderdomlig bokstav som tillhör det kyrilliska alfabetet. Den användes främst som en numerisk bokstav. Dess form och namn härstammar från det grekiska alfabetetets bokstav som har samma moderna namn, koppa (Ϙ ϙ). Förr hette den grekiska bokstaven koppa istället qoppa.
Det kyrilliska begreppet koppa användes som talvärdet "90" i gammal kyrillisk skrift, precis som värdet för det grekiska koppa. Bokstaven ersattes relativt tidigt av kyrilliska bokstaven che (Ч ч), som var lik till utseende och som ursprungligen inte hade något numeriskt värde. Enstaka exempel på användandet av Ч som numeriskt värde har hittats i öst- och sydslaviska områden från 1000-talet, fast koppa fortsatte att användas så sent som på 1300-talet. I vissa varianter av bosančica behölls koppa, och Ч fick istället värdet "60" som ersatte den kyrilliska bokstaven ksi (Ѯ ѯ).
Kyrilliska koppa har aldrig haft ett fonetiskt värde och användes aldrig som en bokstav av något nationellt språk som använt kyrilliska. Emellertid har några moderna läroböcker och ordböcker om kyrkslaviska språket satt in detta tecken bland andra bokstäver i det tidiga kyrilliska alfabetet, ofta mellan П och Р för att återskapa den grekiska alfabetsordningen, men ibland även placerat den sist i listan.

## Teckenkoder i datorsammanhang

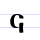
Tidig variant av koppa.

| Teckenkoder        | Versal: Ҁ                     | Gemen: ҁ                    |
| ------------------ | ----------------------------- | --------------------------- |
| Namn (Unicode)     | CYRILLIC CAPITAL LETTER KOPPA | CYRILLIC SMALL LETTER KOPPA |
| Kodpunkt (Unicode) | U+0480                        | U+0481                      |
| HTML               | &#1152;                       | &#1153;                     |